# Carmela Zumbado
Carmela Zumbado, née le 27 février 1991 à Miami, en Floride, est une actrice et mannequin américaine.
Elle est connue pour son rôle de Delilah Alves dans la série You et dans le rôle de Mireya Garcia dans la série Power Book IV : Force.